# Chaffois
Chaffois és un municipi francès situat al departament del Doubs i a la regió de Borgonya - Franc Comtat. L'any 2007 tenia 845 habitants.

## Demografia

### Població
El 2007 la població de fet de Chaffois era de 845 persones. Hi havia 304 famílies de les quals 60 eren unipersonals (32 homes vivint sols i 28 dones vivint soles), 104 parelles sense fills, 116 parelles amb fills i 24 famílies monoparentals amb fills.
La població ha evolucionat segons el següent gràfic:
Habitants censats

### Habitatges
El 2007 hi havia 343 habitatges, 316 eren l'habitatge principal de la família, 3 eren segones residències i 24 estaven desocupats. 286 eren cases i 57 eren apartaments. Dels 316 habitatges principals, 259 estaven ocupats pels seus propietaris, 51 estaven llogats i ocupats pels llogaters i 6 estaven cedits a títol gratuït; 3 tenien una cambra, 15 en tenien dues, 28 en tenien tres, 53 en tenien quatre i 217 en tenien cinc o més. 293 habitatges disposaven pel capbaix d'una plaça de pàrquing. A 109 habitatges hi havia un automòbil i a 194 n'hi havia dos o més.

### Piràmide de població
La piràmide de població per edats i sexe el 2009 era:
| Homes | Edats   | Dones |
| ----- | ------- | ----- |
| 0     | 95 o +  | 0     |
| 0     | 90 a 94 | 0     |
| 0     | 85 a 89 | 0     |
| 8     | 80 a 84 | 4     |
| 8     | 75 a 79 | 12    |
| 4     | 70 a 74 | 4     |
| 16    | 65 a 69 | 20    |
| 8     | 60 a 64 | 12    |
| 16    | 55 a 59 | 16    |
| 36    | 50 a 54 | 28    |
| 32    | 45 a 49 | 28    |
| 28    | 40 a 44 | 28    |
| 20    | 35 a 39 | 24    |
| 24    | 30 a 34 | 24    |
| 32    | 25 a 29 | 28    |
| 12    | 20 a 24 | 12    |
| 28    | 15 a 19 | 28    |
| 36    | 10 a 14 | 24    |
| 24    | 5 a 9   | 16    |
| 8     | 0 a 4   | 40    |

## Economia
El 2007 la població en edat de treballar era de 566 persones, 430 eren actives i 136 eren inactives. De les 430 persones actives 417 estaven ocupades (220 homes i 197 dones) i 13 estaven aturades (4 homes i 9 dones). De les 136 persones inactives 55 estaven jubilades, 48 estaven estudiant i 33 estaven classificades com a «altres inactius».

### Ingressos
El 2009 a Chaffois hi havia 331 unitats fiscals que integraven 920 persones, la mediana anual d'ingressos fiscals per persona era de 20.623 €.

### Activitats econòmiques
Dels 26 establiments que hi havia el 2007, 1 era d'una empresa extractiva, 2 d'empreses alimentàries, 2 d'empreses de fabricació d'altres productes industrials, 11 d'empreses de construcció, 2 d'empreses de comerç i reparació d'automòbils, 1 d'una empresa de transport, 1 d'una empresa d'hostatgeria i restauració, 1 d'una empresa immobiliària, 3 d'empreses de serveis i 2 d'empreses classificades com a «altres activitats de serveis».
Dels 13 establiments de servei als particulars que hi havia el 2009, 1 era una funerària, 2 guixaires pintors, 1 fusteria, 5 lampisteries, 2 electricistes, 1 perruqueria i 1 restaurant.
L'any 2000 a Chaffois hi havia 23 explotacions agrícoles que ocupaven un total de 804 hectàrees.

## Equipaments sanitaris i escolars
El 2009 hi havia una escola elemental.

## Poblacions més properes
El següent diagrama mostra les poblacions més properes.